# Ermita de la Virgen del Castillo (San Lorenzo de Mongay)
La ermita de la Virgen del Castillo de San Lorenzo de Mongay es una iglesia que se encuentra situada en la margen derecha del río Segre y que pertenece a la población de San Lorenzo de Mongay. La ermita, domina el paisaje debido a su posición, sobre la cadena de la sierra de San Cristóbal y al este de las ruinas del castillo andalusí.

## Historia
No existen noticias históricas de la capilla de la Virgen del Castillo de San Lorenzo de Mongay hasta la actualidad; sin embargo, no se puede descartar que esta iglesia hubiera sido durante la Edad Media la parroquia del término del Castillo de San Lorenzo, que dependió de la sede canónica de Santa María de Solsona. Así consta por primera vez en 1151, en la bula que el papa Eugenio III dirigió a Santa María de Solsona confirmándole sus posesiones. Este hecho también se recoge en el acta de consagración de Santa María de Solsona de 1163 y en un listado de iglesias dependientes de Solsona de finales del siglo XIII. Asimismo, el cura de San Lorenzo de Mongay es mencionado en el diezmo de la diócesis de Urgel de 1391.

## Arquitectura
Se trata de un templo de una sola nave de planta rectangular muy alargada, encabezada por un ábside semicircular que apunta hacia el este. La nave está cubierta con bóveda de cañón en el tramo este, y ligeramente apuntada en el muro oeste. La bóveda está reforzada por dos arcos torales que descansan sobre pilastras y que dividen el tramo de la nave en dos espacios idénticos. El arranque de la bóveda es definido por una moldura trapezoidal biselada, que se hace doble en las pilastras, a modo de ábaco. La nave está dividida en dos partes, separadas por dos escalones que forman el acceso al presbiterio. Este se encuentra definido por la zona del ábside más un tramo de la nave donde se han abierto dos capillas, la septentrional, de la misma época de la construcción de la ermita, románica y con arco de medio punto dovelado, y la meridional, más tardía, con arco apuntado también dovelado y que ocupa toda la anchura de este espacio.
La puerta de acceso, resuelta con arco de medio punto dovelado, se encuentra en el muro oeste y está desplazada del eje central hacia el sur. 
Se han conservado tres ventanas con diferentes características: una en el ábside con arco de medio punto dovelado, otra en el muro sur con arco de medio punto cortado en una piedra rectangular, y una tercera ventana, situada en el muro de poniente, ligeramente desplazada del eje central, dividida con una columna que presenta base, fuste octogonal y capitel esculturado, que parece haber sido reaprovechada de otra construcción. Esta última, además, cuenta con un arco de medio punto dovelado con moldura compleja en la arista, formada por una combinación de dos boceles y un caveto, que se reproduce en los montantes. 
Todo el perímetro exterior del templo presenta una cornisa superior moldurada, con combinación de bocel y caveto, que en la fachada principal marca de forma irregular la cubierta a dos aguas. En la cubierta de la cara meridional hay un campanario de espadaña de doble abertura con arcos de medio punto y tejado plano.
La ermita presenta soluciones arquitectónicas típicas de finales del siglo XII y primera mitad del siglo XIII, con reformas más tardías, entre las que se encuentran la capilla meridional y las molduras exteriores, tanto de la cornisa como de la ventana principal.